# Estadio Lorenzo Arandilla
El estadio Lorenzo Arandilla es un recinto ubicado en Adrogué, provincia de Buenos Aires, Argentina. Fue inaugurado en 1947, es propiedad del Club Atlético Brown, de la Primera Nacional, y se encuentra en las calles Cerretti e Illia. Cuenta con una capacidad para 4500 personas desde 2002, cuando se construyó la nueva tribuna visitante. La institución inició sus actividades futbolísticas en la cancha del Club Nacional (ahora 9 de Julio) ubicado en las calles Ramírez y Drummond, cuyo último presidente, Ramón Rodríguez, y los directivos de la entidad sucesora y de las sociedades de socorros mutuos, legatarias del terreno, dieron su anuencia para que el club pudiera obtenerlo a préstamo para construir el estadio.
El predio cuenta con un gimnasio para los jugadores del plantel de primera, un amplio y moderno comedor, canchas de tenis, un local de indumentaria deportiva y dos canchas auxiliares donde juegan las inferiores. También posee estacionamiento vehicular.